# Johann Evangelist Schöttle

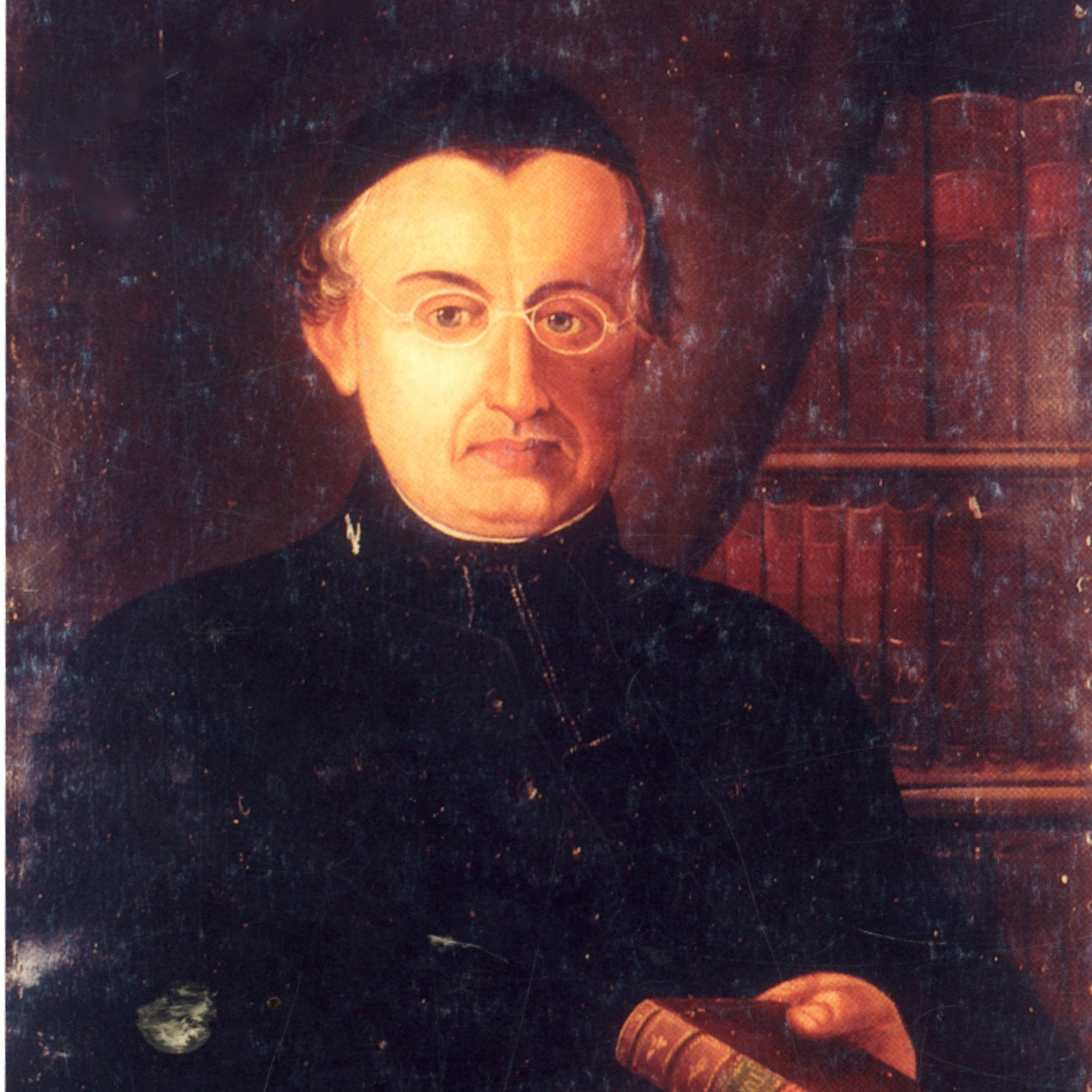
Johann Evangelist Schöttle

Pfarrer Johann Evangelist Schöttle (* 26. Dezember 1819 in Granheim bei Ehingen an der Donau; † 18. Oktober 1884 in Seekirch am Federsee) war Priester, Chronist und Heimatforscher. Er erstellte Ortschroniken sämtlicher Orte und Gemeinden rund um Neresheim.

## Biographie

### Jahre in Ehingen
Johann Evangelist Schöttle wurde am 26. Dezember 1819 in Granheim bei Ehingen an der Donau  geboren. Die Liebe zur Heimat und ein tiefes Geschichtsbewusstsein waren diesem Mann schon von seiner Familie her im Blut, stammte er doch aus einem uralten Bauern-, Lehrer- und Pfarrergeschlecht, das seit Jahrhunderten schon in Granheim ansässig war. Sein Vater, Bonaventura Schöttle, war ein angesehener und wohlhabender Lehrer und Bauer. Johann Evangelist war das dritte von insgesamt 13 Kindern.

### Theologiestudium und Priesterweihe
Nach dem Besuch des Gymnasiums in Ehingen folgten vier Jahre im Konvikt Rottweil und weitere vier Jahre im Höheren Katholischen Konvikt Tübingen, wo er im Jahre 1843 zum Priester geweiht wurde.

### Jahre auf dem Härtsfeld
Mit 29 Jahren begann dann der junge Theologe seine Tätigkeit auf dem Härtsfeld. Er war zunächst vier Jahre Pfarrer in Trugenhofen und von 1852 bis 1862 Pfarrer und Schulinspektor in Ebnat. In diesen 14 Jahren beschäftigte er sich mit umfangreichen und gründlichen Studien. Neben theologischer Arbeit beschäftigte er sich vor allem mit der Geschichte der einzelnen Ortschaften des damaligen Oberamt Neresheim, mit den noch vorhandenen Altertümern aus römischer Zeit, mit den Schuleinrichtungen, mit der Sittengeschichte, mit alten Bräuchen und Sagen, mit den Kriegsereignissen, mit den bedeutsamen Brandfällen, mit der Lebensgeschichte bedeutender Persönlichkeiten, mit land- und forstwirtschaftlichen Verhältnissen und vielem mehr. Er trieb ein umfangreiches Quellenstudium, wie aus einer 1860 veröffentlichten „Geschichte der Oberamtstadt Neresheim“ hervorgeht. Seine vielseitigen Studien fanden ihren Niederschlag in umfangreichen Aufschrieben, die er zu ausführlichen, im Durchschnitt 500 Seiten umfassenden Ortschroniken verwertete. Für sämtliche 34 Gemeinden des damaligen Oberamts Neresheim hat dieser außergewöhnliche Mann die Ortsgeschichte niedergeschrieben. Für jede Gemeinde heute noch ein unschätzbarer Wert, für den Verfasser aber ein ungeheure Leistung, wenn man bedenkt, dass alles in diesen wenigen Jahren, die Reinschriften der Chroniken in wie gestochen pünktlicher Schrift aufgezeichnet werden mussten. Die Chroniken allein ergeben etwa 17.000 Seiten.

### Die letzten Jahre in Seekirch
Pfarrer Schöttle verließ 1862 das Härtsfeld und wechselte in die Nähe seiner Heimat nach Seekirch am Federsee, seine letzte Wirkungsstätte, wo er noch für jedes einzelne Haus eine Familienchronik anlegte.
Er verstarb dort im Alter von 65 Jahren am 18. Oktober 1884. Sein Grab befindet sich noch heute auf dem Seekircher Friedhof.

## Werke
- Beschreibung und Geschichte der Pfarrei Seekirch mit ihren Filialen Alleshausen, Grafenberg und Tiefenbach. Mit einem Anhang: Oedenahlen und Bischmannshausen. In: Freiburger Diöcesan-Archiv, Bd. 2 (1866):91-128. (Digitalisat, PDF, 33,5 MB)
- Liber fundationis seu Annales ecclesiae Marchtallensis ab anno 992-1299. In: Freiburger Diöcesan-Archiv, Bd. 4 (1869):147-209.
- Zur Geschichte des Klettgaues. In: Diöcesanarchiv von Schwaben, Jg. 9 (1892) (in zahlreichen Fortsetzungen; Nachweis von Digitalisaten)

| Personendaten    | Personendaten                               |
| ---------------- | ------------------------------------------- |
| NAME             | Schöttle, Johann Evangelist                 |
| KURZBESCHREIBUNG | deutscher katholischer Pfarrer und Chronist |
| GEBURTSDATUM     | 26. Dezember 1819                           |
| GEBURTSORT       | Granheim bei Ehingen an der Donau           |
| STERBEDATUM      | 18. Oktober 1884                            |
| STERBEORT        | Seekirch am Federsee                        |